# 日内瓦公约
《日內瓦（四）公约》（法語：Les quatre Conventions de Genève）始於1864年的日內瓦第一公約，以當時習慣國際法實踐為基礎共約而成的具體條文規範，由新建立的國際紅十字會推動並執行；其後歷經1899年與1906至1907年二次海牙會議多項公約增補，與 1929 年第三次修訂後四部公約皆己成型。現今版本包括1949年8月12日在日內瓦重新缔结的四部基本的国际人道法，為国际法中的人道主义定下了標準。它們主要有关战争受难者、战俘和战时平民的待遇。它們並不影響在1899年和1907年的《海牙公約》覆蓋的武器的使用及1925年在《日內瓦协议》中對毒气和生物武器的使用。
现在，《日内瓦公约及其附加议定书》指《1949年8月12日日内瓦四公约》及后来产生的它们的共同附加议定书（已有三个，前两个是主要的）。

## 背景

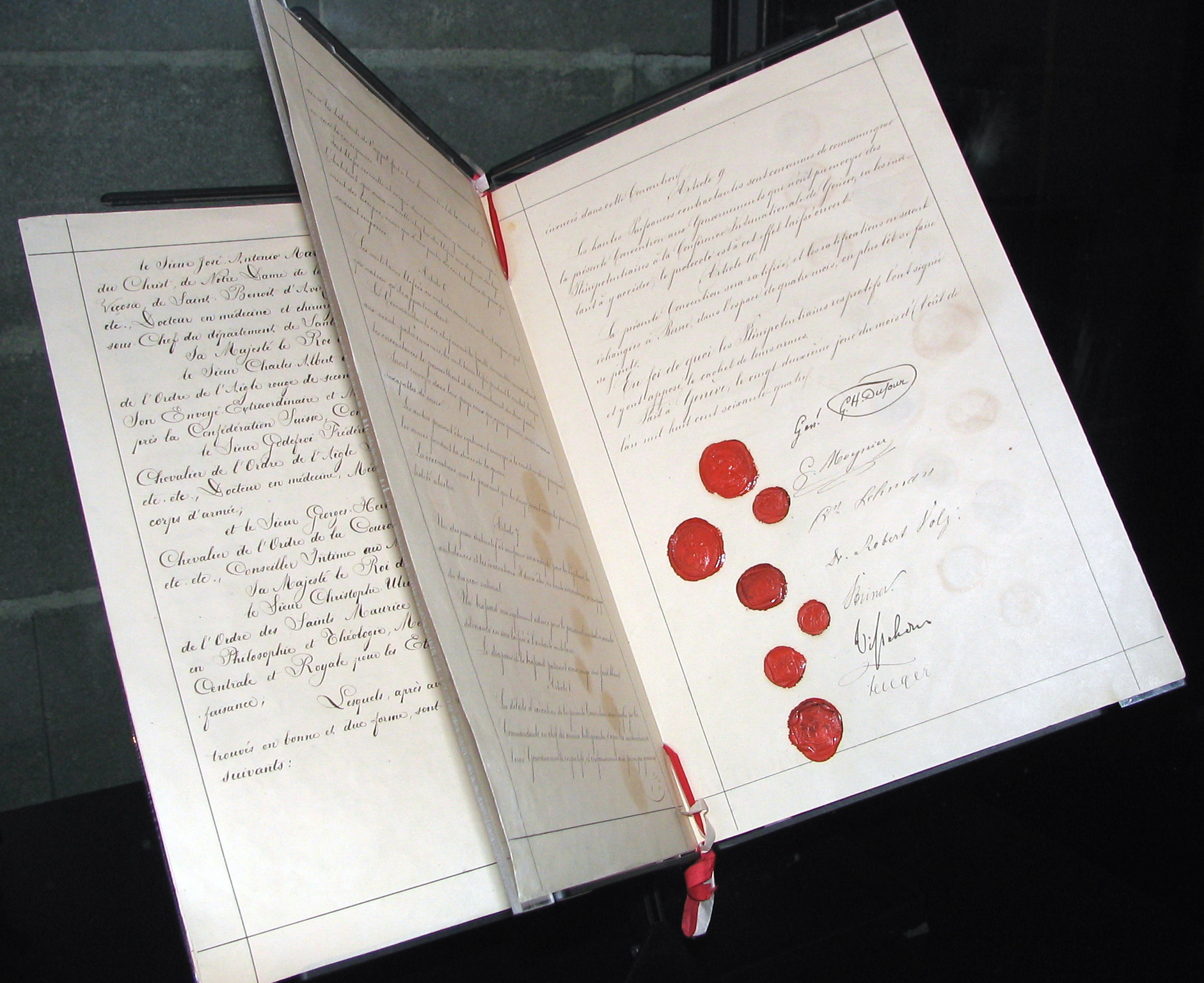
1864年日内瓦《改善战地武装部队伤者境遇的公约》原始文件

公約的建立是亨利·杜南努力的結果，1859年他在第二次意大利獨立戰爭中目擊到戰爭的恐怖。在1977年和2005年的三個修改成為了日內瓦公約的一部分。
第一分約隨著在紅十字國際委員會在1863年的成立而獲得採用。文本在1863年10月26日到10月29日的日內瓦國際會議決議 （页面存档备份，存于）中出現。
在2006年8月2日，當蒙特內哥羅採用四條公約時，他們已經被194個國家所認可。
所有簽約的地區必需制訂充足的法律，當日內瓦公約被侵害時要使它成為嚴重刑事罪行。

## 历史
1864年8月22日，欧洲各国外交大会签署通过了首部日内瓦公约，确立了创建伤兵救护协会的设想，这标志着现代国际人道法的诞生。
1906年对首部日内瓦公约进行了修订，扩展了对战地武装部队伤者病者的保护。1899年和1907年对《海牙公约》的重大修订将保护对象扩大到战俘。
1929年的日内瓦公约是一个里程碑，标志着国际人道法越来越普及。
1949年是红十字运动历史上最具重大意义的一年，国际人道法的发展取得了决定性突破。二战的经验教训使修订国际人道法成为1945年之后的首要工作。《日内瓦第一公约》旨在保护战地武装部队的伤者病者，是对1929年日内瓦公约的修订和发展。《日内瓦第二公约》旨在保护海上武装部队伤者病者及遇船难者，是对1907年海牙公约的修订和发展。《日内瓦第三公约》旨在保护战俘，是对1929年日内瓦公约的修订和发展。《日内瓦第四公约》旨在保护平民。另外，这四部公约包含了一个有关保护非国际性武装冲突受难者的共同条款。
1977年通过的日内瓦公约的附加议定书是国际人道法发展史上的另一个重要里程碑。《第一附加议定书》保护国际性武装冲突的所有受难者，《第二附加议定书》保护非国际性武装冲突的所有受难者。
2005年12月8日，日内瓦公约关于采纳一个新增特殊标志的附加议定书，即第三附加议定书获得通过。

## 公约沿革

### 改善战地武装部队伤者病者境遇
| 簽署公約 I–IV 和議定書 I–III  | 簽署公約 I–IV 和議定書 I–II |
| 簽署公約 I–IV 和議定書 I與III | 簽署公約 I–IV 和議定書 I    |
| 簽署公約 I–IV 和議定書 III    | 簽署公約 I–IV但沒簽議定書   |

1. 1864年8月22日日内瓦公约《改善战地武装部队伤者境遇的公约》
2. 1906年7月6日日内瓦公约《改善战地武装部队伤者病者境遇的公约》
3. 1929年7月27日日内瓦第一公约《改善战地武装部队伤者病者境遇的公约》
4. 1949年8月12日日内瓦第一公约《改善战地武装部队伤者病者境遇的公约》

### 改善海上武装部队伤者病者及遇船难者境遇
1. 1899年7月29日海牙第三公约《关于日内瓦公约的原则适用于海战的公约》
2. 1907年10月18日海牙第十公约《关于日内瓦公约的原则适用于海战的公约》
3. 1949年8月12日日内瓦第二公约《改善海上武装部队伤者病者及遇船难者境遇的公约》

### 关于對待战俘
1. 1899年7月29日海牙第二公约《陆战法规和惯例公约》
2. 1907年10月18日海牙第四公约《陆战法规和惯例公约》
3. 1929年7月27日日内瓦第二公约《关于战俘待遇的公约》
4. 1949年8月12日日内瓦第三公约《关于战俘待遇的公约》

### 关于战时保护平民
1. 1899年7月29日海牙第二公约《陆战法规和惯例公约》
2. 1907年10月18日海牙第四公约《陆战法规和惯例公约》
3. 1949年8月12日日内瓦第四公约《关于战时保护平民的公约》

## 1949年8月12日日内瓦四公约
- 第一公约《改善战地武装部队伤者病者境遇之日内瓦公约》
- 第二公约《改善海上武装部队伤者病者及遇船难者境遇之日内瓦公约》
- 第三公约《关于战俘待遇之日内瓦公约》
- 第四公约《关于战时保护平民之日内瓦公约》

### 附加议定书
- 第一附加议定书《1949年8月12日日内瓦四公约关于保护国际性武装冲突受难者的附加议定书》（1977年6月8日订立）
- 第二附加议定书《1949年8月12日日内瓦四公约关于保护非国际性武装冲突受难者的附加议定书》（1977年6月8日订立）
- 第三附加议定书《1949年8月12日日内瓦四公约关于采用新增标志性徽章的附加议定书》（2005年12月8日订立）

### 引用
1. ↑  . International Review of the Red Cross (瑞士日內瓦). 1966, 6 (67)  [2022-02-13]. （原始内容存档于2021-11-25） （英语）.
2. ↑  Davis, George B. . The American Journal of International Law (劍橋大學出版社). 1907, 1 (2). JSTOR 2186169. doi:10.2307/2186169 （英语）.
3. ↑  . International Committee of the Red Cross.   [2022-02-13]. （原始内容存档于2022-05-15） （英语）.
4. ↑  . International Humanitarian Law. International Committee of the Red Cross.   [2007-01-22]. （原始内容存档于2013-01-17）.
5. ↑  . International Committee of the Red Cross.   [2022-02-13]. （原始内容存档于2022-02-14） （英语）.